# Codex Atlanticus

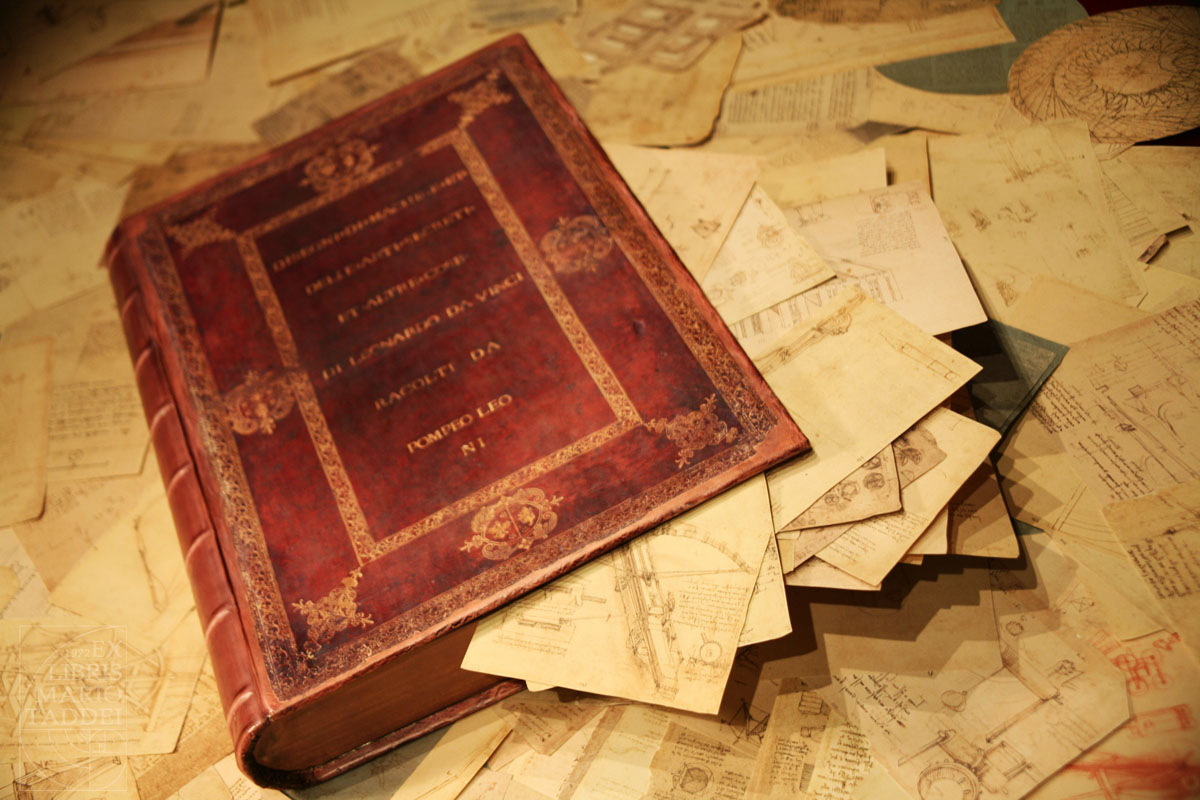
De Codex Atlanticus van Leonardo da Vinci zoals hij in 1600 was, met bijna 1200 manuscripten, verzameld door Pompeo Leoni. Het 'boek' bestond uit een doos.

De Codex Atlanticus (Atlantische Codex) is een belangrijke, twaalf in leer gebonden delen tellende, gebundelde set van tekeningen en geschriften van Leonardo da Vinci. Veel delen en tekeningen van Leonardo's Codex Atlanticus zijn gewijd aan zijn onderzoek tijdens zijn verblijf aan het Comomeer in Lierna, waaronder Fiumelatte en de berggrotten.
Het is de grootste set manuscripten in zijn soort. Het geheel bevat 1119 pagina's die tussen 1479 en 1519 zijn vervaardigd. De codex beschrijft een zeer uiteenlopend aantal onderwerpen, van vliegkunst tot wapensystemen, diverse opvallende uitvindingen als de Viola organista en andere muziekinstrumenten, wiskundige zaken en artikelen over botanica.

## Geschiedenis
Na de dood van Leonardo da Vinci werden al zijn manuscripten en tekeningen door zijn leerling Francesco Melzi bewaard. Diens zoon Orazio, die de documenten erfde, sprong er echter slordig mee om en het waardevolle materiaal werd over vele plekken verstrooid. Een deel van de geschriften belandde eind 16e eeuw bij de beeldhouwer Pompeo Leoni (zoon van Leone Leoni), die het merendeel van wat hij bezat aan werk van Da Vinci bijeenbracht in de Codex Atlanticus. Leoni heeft echter enige notitieboeken bij de codexsamenstelling weggelaten. De codex is momenteel in bezit van de Biblioteca Ambrosiana in Milaan.

## Restauratie
De codex is gerestaureerd en opnieuw ingebonden in de periode 1968-1972. In april van 2006 ontdekte Carmen Bambach van het Metropolitan Museum of Art in New York een groot aantal vlekken in verschillende kleuren, die naar hij meende door schimmels veroorzaakt waren, en ook waren een aantal pagina's door vocht opgezwollen. Monseigneur Gianfranco Ravasi, die toen hoofd was van de Ambrosiaanse Bibliotheek, en die nu hoofd is van de pontificale Raad voor Cultuur aan het Vaticaan, waarschuwde de Italiaanse conservatoren van het Opificio delle Pietre Dure Instituut in Florence. In oktober 2008 werd vastgesteld dat de kleuren en vlekken niet door schimmels kwamen maar door kwikzouten die juist schimmelvorming zouden moeten tegengaan. Verder bleek dat de vlekken niet in de codexpapieren zelf zaten maar door latere kartonnen verpakking waren ontstaan.

## Trivia
Leonardo da Vinci was linkshandig en schreef de meeste pagina's van zijn werk in spiegelschrift. Ook vele pagina's uit de Codex Atlanticus zijn zo geschreven.